# Sân vận động Thiên Trường
Sân vận động Thiên Trường là một sân vận động nằm ở phường Nam Định, tỉnh Ninh Bình, Việt Nam với sức chứa khoảng 30.000 chỗ ngồi, mặt sân cỏ có kích thước 115x72 m. Đây là sân nhà của Câu lạc bộ bóng đá Thép Xanh Nam Định, một câu lạc bộ bóng đá có thứ hạng cao trong giải vô địch bóng đá Việt Nam.
Trước đây, sân vận động Thiên Trường có tên gọi sân vận động Chùa Cuối, được xây dựng từ những năm 60, 70 của thế kỉ 20. Ngày 30 tháng 8 năm 2003, sân chính thức đổi tên thành Thiên Trường với trận khai sân giữa câu lạc bộ bóng đá Nam Định với U-23 Thần Hoa Thượng Hải (Trung Quốc) .
Các đội tuyển bóng đá quốc gia nam, nữ và Olympic từng chọn sân Thiên Trường làm sân nhà cho các trận đấu quốc tế.
Năm 2003, sân vận động Thiên Trường là một trong nhiều địa điểm tham gia tổ chức Đại hội Thể thao Đông Nam Á 2003. Tại đây đã diễn ra các trận đấu môn bóng đã nữ.
Khán giả đến sân vận động Thiên Trường để xem câu lạc bộ Thép Xanh Nam Định thi đấu thường rất đông. Vì thế sân còn được đặt biệt danh "Chảo lửa Thiên Trường".

## Sân vận động
Nằm tại đường Đặng Xuân Thiều, phường Nam Định, trước cửa Đảng ủy, Ủy ban nhân dân phường Nam Định (cách 1 hồ nhỏ), sân vận động Thiên Trường được giới chuyên môn đánh giá cao về chất lượng công trình và vẻ đẹp mỹ thuật chỉ sau Sân vận động Quốc gia Mỹ Đình, thậm chí chất lượng mặt sân có thời kỳ còn được đánh giá cao hơn cả sân Mỹ Đình do được chăm sóc bảo dưỡng tốt. Sân cũng từng được báo chí đánh giá là "Nhà hát của những giấc mơ".
Sân có 20 cửa, được chia làm 4 khán đài A, B, C, D. Khán đài A và B có sức chứa 6.000 người còn các khán đài C và D đều có 3.000 chỗ. Sân còn có 4 phòng cho vận động viên, 4 phòng cho huấn luyện viên, cùng với đó là ba phòng y tế, phòng cho khách VIP, khu giải khát...

## Các sự kiện lớn

### Đại hội Thể thao Đông Nam Á2003

#### Bóng đá nam
| Indonesia | 0–6      | Thái Lan                                                                        |
| --------- | -------- | ------------------------------------------------------------------------------- |
|           | Chi tiết | Rungroj 23' · Sarayuth 28', 70' · Datsakorn 66' · Piyawat 69' · Pichitphong 86' |

#### Bóng đá nữ
| Thái Lan                                    | 2–4 | Myanmar                                                         |
| ------------------------------------------- | --- | --------------------------------------------------------------- |
| Supaphon Kaeobaen 6' · Chutima Takonrum 48' |     | Aye Nandar Hlaing 17', 73' · Zin Mar Wann 65' · San San Kyu 78' |

| Singapore | 0–2 | Thái Lan                                   |
| --------- | --- | ------------------------------------------ |
|           |     | Chutima Takonrum 32' · Chownee Phanlet 50' |

### Đại hội Thể thao Đông Nam Á 2021

#### Bóng đá nam

##### Vòng bảng
| Singapore                  | 2–2      | Lào                       |
| -------------------------- | -------- | ------------------------- |
| - Kweh 89' - Emaviwe 90+6' | Chi tiết | - Ekkamai 15' - Chony 50' |

| Thái Lan         | 1–2      | Malaysia                   |
| ---------------- | -------- | -------------------------- |
| - Gustavsson 33' | Chi tiết | - Danial 61' - Azfar 90+4' |

| Lào             | 1–4      | Campuchia                                                   |
| --------------- | -------- | ----------------------------------------------------------- |
| - Phouvieng 67' | Chi tiết | - Chanthea 4' - Anantaza 14' (l.n.) - Rina 63' - Somoun 71' |

| Thái Lan                                                                    | 5–0      | Singapore |
| --------------------------------------------------------------------------- | -------- | --------- |
| - Davis 45+1' (ph.đ.) - Stewart 48' (l.n.) - Ekanit 51', 66' - Korawich 81' | Chi tiết |           |

| Campuchia | 0–1      | Singapore   |
| --------- | -------- | ----------- |
|           | Chi tiết | - Akbar 36' |

| Malaysia                       | 3–1      | Lào            |
| ------------------------------ | -------- | -------------- |
| - Luqman 36', 68' - Syahir 43' | Chi tiết | - Phithack 85' |

| Singapore               | 2–2      | Malaysia               |
| ----------------------- | -------- | ---------------------- |
| - Shah 7' - Stewart 78' | Chi tiết | - Luqman 4' - Faiz 82' |

| Campuchia | 0–5      | Thái Lan                                                           |
| --------- | -------- | ------------------------------------------------------------------ |
|           | Chi tiết | - Chonnapat 4' - Korawich 31' - Worachit 41' - Gustavsson 72', 88' |

| Malaysia                      | 2–2      | Campuchia                          |
| ----------------------------- | -------- | ---------------------------------- |
| - Azam 51' (ph.đ.) - Hadi 68' | Chi tiết | - Chanchav 45' (ph.đ.) - Sa Ty 61' |

| Lào | 0–1      | Thái Lan        |
| --- | -------- | --------------- |
|     | Chi tiết | - At 19' (l.n.) |

##### Bán kết
| Thái Lan        | 1–0 (s.h.p.) | Indonesia |
| --------------- | ------------ | --------- |
| - Weerathep 94' | Chi tiết     |           |

### Khác
| Việt Nam | 0–2 | Liban |
| -------- | --- | ----- |
|          |     |       |

Vòng 1

| Việt Nam                                  | 2–0      | Afghanistan |
| ----------------------------------------- | -------- | ----------- |
| Huỳnh Phúc Hiệp 34' · Nguyễn Vũ Phong 46' | Chi tiết |             |

Vòng 2
| Việt Nam                                 | 2–0      | Liban |
| ---------------------------------------- | -------- | ----- |
| Lê Công Vinh 34' · Huỳnh Phúc Hiệp 90+2' | Chi tiết |       |

| Myanmar | 0-0      | Philippines |
| ------- | -------- | ----------- |
|         | Chi tiết |             |

| Lào | 0 – 1 | Myanmar |
| --- | ----- | ------- |
|     |       |         |

| Bangladesh | 1 – 3 | Việt Nam |
| ---------- | ----- | -------- |
|            |       |          |

| Bangladesh | 2 – 1 | Lào |
| ---------- | ----- | --- |
|            |       |     |

| Việt Nam | 4 – 0 | Myanmar |
| -------- | ----- | ------- |
|          |       |         |

| Myanmar | 3 – 1 | Bangladesh |
| ------- | ----- | ---------- |
|         |       |            |

| Việt Nam | 0 – 2 | Lào |
| -------- | ----- | --- |
|          |       |     |

#### Giao hữu bóng đá
| Việt Nam          | 1–0 | Syria |
| ----------------- | --- | ----- |
| Phạm Tuấn Hải 49' |     |       |

| Việt Nam             | 1-1 | Ấn Độ               |
| -------------------- | --- | ------------------- |
| Nguyễn Hoàng Đức 38' |     | Kasam Choudhary 53' |